# TE30型柴油机车
TE30型柴油机车（俄语：ТЭ30）是苏联铁路的电传动柴油机车车型之一，由哈尔科夫运输机械制造厂于1961年研制成功。

## 发展历史
1958年，哈尔科夫运输机械制造厂在TE3型柴油机车的基础上，开发研制了3000马力等级的TE10型柴油机车。哈尔科夫工厂在2000马力等级的2D100型柴油机基础上进行改进，增加增压器和中冷器，提高柴油机强化程度。哈尔科夫工厂首先试制了一台0D100型单缸试验机，单缸功率可达到250马力；在此基础上哈尔科夫工厂设计了12气缸的9D100型二冲程柴油机，使单机功率提高到3000马力，首先装用于TE10型机车。1960年，哈尔科夫工厂在TE10型机车的基础上，又研制了双节重联的2TE10型柴油机车。
1961年，哈尔科夫工厂试制了首台TE30型柴油机车，该型机车由两节结构相同的六轴单司机室机车联挂而成，两车连接部分设有通过台和橡胶风挡，机车乘务员在本务机车上可同时操纵两节机车。机车既可双节重联使用，也可单节独立使用。机车总体结构与2TE10型机车基本相同，采用了相同的整体承载式结构车体、导框式三轴转向架。每节机车装用一台带有二级增压的6D100型二冲程柴油机，是D100型柴油机的系列产品之一，单缸功率与9D100型柴油机一样为250马力，但气缸数量减少至8个。与2D100型柴油机相比，6D100型柴油机额定功率同样为2000马力，由于气缸数量及机体体积减少，柴油机重量从17.3吨减少到14吨。柴油机采用了二级增压系统，第一级是两个平行的废气涡轮增压器，第二级是机械增压器，由曲轴驱动离心式鼓风机旋转。柴油机并设有两个风冷式中冷器，而非9D100、10D100型柴油机所采用的水冷式中冷器，对经过两级增压后的空气进行冷却。传动装置采用直—直流电传动，采用由哈尔科夫重型电机厂设计制造的ГП-304型牵引发电机，持续功率为1350千瓦，总重6700公斤，TE30型柴油机车的柴油机—发电机组总重量比TE3型机车减轻了4.5吨。机车并采用了柴油机—发电机功率联合调节器，调节系统采用了磁放大器，保证柴油机的功率能得到充分利用。牵引电动机为ЭДТ-340Г型直流电动机，采用抱轴式半悬挂，牵引传动齿轮比为15：68。走行部为两台与TE10型机车相同的导框式三轴转向架。
1961年，TE30型机车在全苏铁道运输科学研究院组织下，于莫斯科谢尔宾卡的环形铁道试验基地进行性能试验。1962年，该台机车在南方铁路局投入运用考核。然而，试验结果显示TE30型机车与TE3型机车相比并无任何突出的优势，同时随着功率更大的2TE10型机车投入运用，TE30型柴油机车未获批准批量生产。而唯一一台TE30型机车于1978年停运报废。

## 参看
- TE3型柴油机车
- TE10型柴油机车
- M62型柴油机车